# Goravi, Krishnarajpet
Goravi là một làng thuộc tehsil Krishnarajpet, huyện Mandya, bang Karnataka, Ấn Độ.